# Agrostis salina
Agrostis salina é uma espécie de gramínea do gênero Agrostis, pertencente à família Poaceae.